# 沉默的真相
《沉默的真相》（英語：The Long Night），2020年中国犯罪懸疑剧，爱奇艺“迷雾剧场”作品之一。由廖凡、白宇领衔主演，改編自紫金陳於2017年出版的社會派懸疑推理小說《長夜難明》。2020年9月16日在愛奇藝首播。

## 播出时间
| 频道        | 所在地 | 播出日期       | 播出时间 | 备注       |
| ----------- | ------ | -------------- | --- | ---------- |
| 愛奇藝      | 中国   | 2020年9月16日  | 爱奇艺VIP会员每周三至周五20:00各更新2集 9月18日起，VIP会员可付費超前點播 9月18日起，非VIP每周三至周五開放2集 |            |
| Now寬頻電視 | 香港   | 2021年3月14日  | |            |
| 中華TV      |        | 2021年4月12日  | |            |
| WOWOW       | 日本   | 2021年4月17日  | |            |
| NHK BS4K    | 日本   | 2022年12月18日 | | 日语配音版 |

## 劇情簡介
一樁看似簡單的自殺溺亡的案件，背後卻隱藏著一個不可告人的天大秘密：為了揭開這個秘密幕後所隱含的黑暗真相，有一群人歷經七載，甘願付出無數代價，甚至賭上生命......一個原本有大好前途、四平八穩的檢察官江陽（白宇 飾），卻因貪汙受賄而坐牢兩年、名聲盡毀，再次出現在公眾視野裡，竟是一副蜷縮在行李箱裡的屍體，運送他屍體的人是當地著名的律師張超（寧理 飾）。此案引發全市關注，精明幹練的刑警嚴良（廖凡 飾）負責調查此案，與張超正面交鋒。張超原本承認犯罪，但在接受法院宣判時，卻臨場翻供，並拿出不在場證明，該案件因此陷入死局......

## 演员列表

### 主要演员
| 演員 | 角色 | 介紹 |
| 廖凡 | 嚴良 | 精幹老練的刑警。因調查地鐵拋屍案，而逐漸發現其他隱於黑暗之中，更驚人的幕後真相                                       |
| 白宇 | 江陽 | 平康縣檢察官。懷有赤子之心，為侯貴平一案，歷經七年光陰，付出了青春、事業、名聲、前途、家庭等無數代價，甚至，包括生命 |

### 其他演员
| 演員   | 角色   | 介紹                                                                               |
| 譚卓   | 李靜   | 侯貴平前女友、張超妻子、江陽的同學，拜託江陽調查侯貴平一案                         |
| 寧理   | 張超   | 前法学教授、刑法律師，涉及地鐵拋屍案，原本供認不諱，卻臨場翻供                     |
| 黃堯   | 張曉倩 | 江潭晚報記者，疑似與侯貴平案有所關聯或掌握關鍵證據                                 |
| 趙陽   | 朱偉   | 平康縣警察，與江陽一起調查侯貴平案                                                 |
| 田小潔 | 陳明章 | 平康縣法醫，與江陽一起調查侯貴平案                                                 |
| 王建国 | 赵伟民 | 江潭市公安局局長，受省公安廳高副廳長指示請嚴良調查地鐵拋屍案                       |
| 曹衛宇 | 李建國 | 平康縣公安局刑警大隊長，與卡恩集團勾結，后被判死刑                                 |
| 吕晓霖 | 任玥婷 | 刑警队长，與嚴良一起調查地鐵拋屍案                                                 |
| 赵雷琪 | 顾一鸣 | 喜歡刑警隊長任玥婷，參與調查地鐵拋屍案                                             |
| 闵政   | 孫傳福 | 卡恩集團董事長，疑似與侯貴平案有所關聯                                             |
| 张垒   | 胡一浪 | 卡恩集團CEO，疑似與侯貴平案有所關聯                                                |
| 陸思宇 | 侯貴平 | 平康縣苗高鄉支教教師，被定性為性侵畏罪潛逃、自殺溺亡，但疑似遭人誣陷殺害           |
| 牛超   | 小馬   | 刑警，跟隨嚴良一起調查地鐵拋屍案                                                   |
| 紀永清 | 劉明洋 | 嚴良好友，臥底刑警，因任務產生創傷，其後住在精神病院                               |
| 韓朔   | 岳軍   | 綽號黃毛，胡一浪手下，侯贵平案知情者                                               |
| 葛四   | 李大北 | 照相館老闆，侯貴平曾委託其幫忙洗照片，該照片疑似為關鍵證據。后被灭口               |
| 趙圓瑗 | 吳愛可 | 江陽的前女友，初始曾鼓勵江陽調查侯貴平案                                           |
| 陈维涵 | 丁春妹 | 小卖部老板娘，侯贵平案知情者，黄毛（岳军）姘头。后被灭口                           |
| 邱雲鶴 | 馬老師 | 平康縣苗高鄉中學教師，侯貴平同事                                                   |
| 李嘉欣 | 翁美香 | 平康縣苗高鄉中學復讀生、侯貴平學生，因遭人性侵喝農藥自殺                           |
| 王曦苒 | 葛麗   | 平康縣苗高鄉中學復讀生、侯貴平學生、翁美香同學，疑遭性侵脅迫，生下曾祥東之子曾小乐 |
| 黃夢丹 | 郭紅霞 | 江陽的前妻，與江阳之間育有一子江小樹                                               |
| 馮吉   | 王海軍 | 曾為胡一浪手下，被教唆殺害丁春妹，後被滅口                                         |
| 付可以 | 何偉   | 十三太保組織，犯案關押在平康看守所，為減刑活命，供出王海軍殺人                     |
| 劉沙   | 韓克明 | 新上任省委書記                                                                     |
| 胡健   | 曾祥東 | 副市長秦大川女婿，與卡恩集團勾結，涉及苗高鄉學生性侵案                             |

## 原聲大碟
| 歌名           | 作词         | 作曲   | 演唱   | 备注           |
| 《沉默的真相》 | 王闖         | 王闖   | 周筆暢 | 主題曲         |
| 《冒險年少》   | 陳奕甫、貝爾 | 貝爾   | 鍾智仁 | 插曲           |
| 《長夜》       | 李暨青       | 高偉然 | 白宇   | 江陽人物推廣曲 |

## 与原著小说的区别
影片对原著的还原程度较高，基本遵循了原著小说，但仍有个别细节不同。
1. 原著中的受害女学生并不是高中复读生，而是幼女。影片为了过审，将受害者的年龄改大。但是剧中原创角色李雪出生于1986年，暗示了2000年她没有成年。剧中翁美香的日记有“葛丽怀孕了”的文字，但旁白读日记内容时没有读出来。
2. 将照片拆成9份邮寄给报社的情节是影片原创。
3. 刑警任玥婷这个角色属于原创，原著中没有出现，原型可能是原著中的刑侦支队支队长赵铁民。
4. 原著中出现过最高级别的反派是副市长夏立平，剧中改名为曾祥东，级别也降至副市长秦大川的女婿。
5. 原著中并没有李雪（张晓倩）这个角色，当年的另一名受害人葛丽已经沦为妓女，不敢作证。最后的枪战也是原创剧情。
6. 原著中主角们几乎没有得到反派的直接罪证，最终只能靠亲子鉴定证明夏立平当年奸淫幼女。
7. 原著中的反派并没有被依法审判，胡一浪、李建国和夏立平被自杀，没有提到孙传福（原著名为孙红运）。法医陈明章也被判刑，但罪名却是与案情完全无关的偷税漏税，刑侦支队支队长赵铁民也被撤职。正邪两派都没有得到程序正义。
8. 原著中的反派背景更大，副市长夏立平也仅仅是大反派的弃子。原著简单以“大老虎落马”结尾，以案发日期（2014年7月29日）暗示最大的反派是原中共中央政治局常委、中央政法委书记周永康。
9. 原著的故事发生在杭州，剧中改为虚构的江潭市。
10. 原著中的严良并不是警察，他多年前从警队辞职，之后在浙大数学系任教。最终刑侦支队队长赵铁民被撤职，罪名就是向非警务人员（严良）透露重大机密。
11. 剧中精神失常的卧底警察刘明洋为以宋名扬为原型创作的原创人物，与剧情主线没有直接关联，同为原创人物的记者张晓倩因他而和警察严良建立联系。
12. 编剧刘国庆在剧中客串江阳和吴爱可的同事，且在他们分手后娶了吴爱可。

## 製作宣傳
- 紫金陳在原著小说《坏小孩》、《长夜难明》中分別撰寫的文句：「眼淚就如蘭州拉麵般滾了出來」、「保安伸出大手，像張印度飞饼一样拦在了他面前」，曾被网友调侃其文笔水平。[7]此剧播出时，#蘭州拉麵般的眼淚#成為主創演員們彼此互動的話題，紫金陳亦自我調侃，表示：「搭配印度飛餅更好吃。」觀眾將江陽與陳明章的劇照和《動物方城市》中茱蒂與尼克的圖對應，被主演之一田小潔用於微博評論中。[8]「平康三傑」在劇中的形象，亦被畫手畫成狐狸（陳明章）、兔子（江陽）、灰狼（朱偉）的卡通形象。[9]
- 中國地方檢察院與最高檢察院為《沉默的真相》宣傳，將#江阳你的同事们来了#、#我想对检察官江阳说#等話題送上微博熱搜。[10][11]此外，亦有學者針對《沉默的真相》發表學術討論。[12]《作文素材》高考版第12輯，則將此劇納入延伸素材。
- 2020年9月27日，楊冪發微博表示：看完《沉默的真相》嗷嗷哭了好几次，打算带着粉丝的心情跟“江阳”@白宇WHITE 求合影，还说“侯贵平”@陆思宇 也好，“就是太壮了”。[13]
- 为支持好友陈奕甫，周全担任了第二组导演，拍摄了大约1/4的内容。制片人鲁丹称：B组起到了至关重要的作用。它不是辅助性拍摄，不是拍外围，而是导演周全领着一个剧组在另外一条主线上奋战。[14]

## 評價回響
- 2020年豆瓣年度評分TOP 1，近5年中國大陸劇集最高分，豆瓣高分华语剧集榜第14位。[15]。截至2020年11月8日，《沉默的真相》豆瓣評分9.2，評分人數47.7萬人，是繼2006年《武林外傳》(9.5分，32.4萬人評分)、2015年《瑯琊榜》(9.4分，47.5萬人評分)、2011年《甄嬛傳》(9.2分，33.5萬人評分)、2017年《白夜追兇》(9.0分，42.6萬人評分)後，第5部豆瓣評分破9，且評分人數超過30萬的中國大陸劇集。
- 《沉默的真相》作為2020年豆瓣唯一9分以上的中國大陸剧集，持续三周登上“华语口碑剧集周榜”。網友為此劇開創網路新詞彙：「高開炸走」，形容《沉默的真相》口碑以豆瓣評分8.8開場，目前升至9.2分；三線並行的劇情緊湊不拖沓，像剝洋蔥一樣慢慢剝開真相，每一位演員都演技炸裂，受到一致好評。[16]
- 德塔文影視觀察分析懸疑劇一周最佳表現藝人，從第38周到第40周，白宇均為第一。其評價：「《沉默的真相》作为今年至今豆瓣评分最高的剧，虽姗姗来迟，却一鸣惊人。超前点播大结局后，这部剧在德塔文的电视剧景气榜上还经历了一段时间的景气提升期，显现出它的故事余味的深刻而隽永。最令人感到有力和温暖的是，《沉默的真相》的高口碑、高水准制作完全不流于感官的炫技，而是以对正义的信念和坚忍但澎湃的情感力量打动人心。检察官『江阳』作为《沉默的真相》的核心人物，从前期的青涩和犹疑，到经历漫长的十年长夜，为了心中的正义堵上一切，为观众带来情感上的致命一击，也带来了白宇的再度爆发。」[17]
- 鳳凰網娛樂Feng向标榜单9月榜單評價：「《沉默的真相》是爱奇艺迷雾剧场的收官之作，Feng向标《沉默的真相》的大众评分9.7分，是年度剧集类的最高分。片中演员们的出彩演技得到认可，在提到“最喜欢剧中哪位演员的表演”时，21.09%的观众选择了江阳的扮演者白宇，13.19%的观众选择了严良的饰演者廖凡，演员趙陽、田小洁、宁理同样排名靠前。」[18]
- 爱奇艺自制的悬疑短剧集《沉默的真相》引发多家海外媒体的关注，包括《卫报》《经济学人》、《南华早报》、《Content Commerce Insider》、《SupChina》、《Radii》、《SixthTone》等均对爱奇艺迷雾剧场推出的剧集做出了好评。[19]《SixthTone》刊文认为，爱奇艺的最新作品《沉默的真相》证明，短小精悍的节目也能获得观众的喜爱。爱奇艺副总裁戴莹则在采访中表示，“爱奇艺的剧场化运营与集中释放，成功拉长了短剧集的影响周期，形成了长尾效应。”资料显示，悬疑短剧集《沉默的真相》是爱奇艺在迷雾剧场中推出的第五部作品，此前该剧场相继上线了《十日游戏》、《隐秘的角落》、《非常目击》、《在劫难逃》等另外四部作品。“迷雾剧场”引发了市场的关注和观众的追捧，优质的悬疑短剧集口碑和剧场效应不断发酵，成为2020年中国流媒体市场上的现象级代表。2020年截至目前，在中国电视剧评分表现中，豆瓣评分排名第一和第二的剧集正是由爱奇艺迷雾剧场打造的《沉默的真相》《隐秘的角落》两部作品。[20]

## 榮譽獎項
- 2020微博娛樂白皮書口碑指數TOP.1
- 2020年中国艺术研究院电影电视评论周学术推选中国电视剧十佳作品
- 2021愛奇藝尖叫之夜年度十大劇集
- 凤凰网Feng向标2020年度榜单年度剧集[21]、年度男演員：白宇[22]
- 第二届人民日报融屏传播盛典融屏时代剧集
- 2020年第四季度优秀网络视听作品
- 2020中國電視媒體大型調研年度優秀網絡劇
- 2020娛刺兒年度盛典最佳剧集编剧刘国庆、最佳剧集导演陈奕甫、最佳网剧
- 第二屆環球影視文化傳播高峰論壇暨年度優選─年度品質劇集
- 亞洲週刊2020十大電視劇
- 影視榜樣2020年度人氣劇集
- 2021金豪筆編劇之夜最佳改編劇本，獲獎者：刘国庆[23]
- 2021暹罗影视年度金誉大奖─最受欢迎中国网剧奖（提名）[24]
- 2021釜山国际电影节亚洲内容大奖(Busan’s Asia Contents Awards)：

| 年度   | 頒獎典禮          | 獎項        | 入圍者      | 結果 | 參     |
| ------ | ----------------- | ----------- | ----------- | ---- | ------ |
| 2021年 | 第3屆亞洲內容大獎 | 最佳創意    | 最佳創意    | 提名 | [ 25 ] |
| 2021年 | 第3屆亞洲內容大獎 | 最佳OTT原創 | 最佳OTT原創 | 獲獎 | [ 25 ] |
| 2021年 | 第3屆亞洲內容大獎 | 創意無界獎  | 創意無界獎  | 提名 | [ 25 ] |
| 2021年 | 第3屆亞洲內容大獎 | 最佳男演員  | 白宇        | 提名 | [ 25 ] |
| 2021年 | 第3屆亞洲內容大獎 | 最佳編劇    | 劉國慶      | 提名 | [ 25 ] |

- 第8屆文榮獎最佳青年編劇刘国庆（提名）、最佳青年攝影師王均铭（提名）
- 第32届华鼎奖“2020—2021中国电视剧满意度调查百强榜单”第3位
- 第32屆華鼎獎─全國觀眾最喜愛十佳演員：廖凡（提名）、中國當代題材電視劇最佳男演員：白宇（提名）、中國百強電視劇最佳製片人（提名）